# Sechiopsis triqueter
Sechiopsis triqueter är en gurkväxtart som först beskrevs av Nicolas Charles Seringe, och fick sitt nu gällande namn av Naud. Sechiopsis triqueter ingår i släktet Sechiopsis och familjen gurkväxter. Inga underarter finns listade i Catalogue of Life.